# MP The Kid
MP The Kid (bürgerlich Marco Pühringer) ist ein österreichischer Rapper, Sänger und Musikproduzent.

## Leben
Marco Pühringer stammt ursprünglich aus der Stadt Eferding in Oberösterreich. Dort machte er seine ersten musikalischen Schritte als DJ. Nach Wien hat ihn primär das Studium geführt.

## Musikalisches Schaffen
MP The Kid begann seine Karriere ursprünglich unter dem Namen M.P. Sein musikalischer Stil befindet sich zwischen Pop, Hip-Hop und Electro. Zu seinen Einflüssen zählen Künstler wie Drake, Kid Cudi oder Kanye West. Besonderes Markenzeichen ist die Diversität aus tanzbaren, als auch melanolischen Songs und der von den 50er Jahren inspirierte Look. Der Künstler produziert und mischt alle seine Songs selbst.
Seine erste EP „Magic“ erschien 2015 über ein eigens gegründetes Musiklabel. Der sich darauf befindende Song „Good Life“ schaffte es auf Platz 2 der FM4 Radiocharts und wurde auf die Kompilation FM4 Soundselection 32 platziert. Im Zuge der Veröffentlichung wurde MP The Kid von FM4 zum „Soundpark des Monats“ gekürt. Marco Pühringer arbeitete für die EP auch mit Sophie Lindinger, der Sängerin der Band Leyya, zusammen.
Es folgte eine gemeinsame Single mit dem aus Linz stammenden Popmusiker und Rapper Mavi Phoenix. Sowohl im Song, als auch im dazugehörigen Musikvideo zum Titel „Little by Little“ wird eine Liebesgeschichte thematisiert.
2016 unterzeichnete der Künstler bei Futuresfuture, dem Musiklabel des österreichischen Rappers Gerard und Musikmanagers Ilias Dahimene.
Die Veröffentlichungen ermöglichten es MP The Kid für das mit einem Grammy Award ausgezeichnete US-amerikanische Musikerduo Twenty One Pilots als Voract in der ausverkauften Location Gasometer (Wien) aufzutreten. Des Weiteren spielte er auch live auf Festivals wie unter anderem dem Nova Rock Festival, FM4 Frequency Festival, sowie auf dem Donauinselfest.
Nach dem Album „Dreams from Above“ entschied er sich seine darauf folgenden Musiktitel wie „Party PartTime“, „Stay“ und „Be Mine“ wieder bei seinem eigenen Label zu veröffentlichen.

## Diskografie
Alben
- 2018: Dreams from Above (Album, FuturesFuture)

Singles und EPs
- 2015: Magic (EP, WayUp Music)
- 2015: Little by Little (Single, WayUp Music mit Mavi Phoenix)
- 2016: Mission to Mars (EP, FuturesFuture)
- 2017: Lie to Me (Single, FuturesFuture)
- 2019: Party PartTime (Single, WayUp Music mit Lukas Maletzky)
- 2019: Stay (Single, WayUp Music)
- 2020: Be Mine (EP, WayUp Music)

Als Produzent
- 2018: Miblu – Still Me (Single, FuturesFuture)
- 2019: Miblu – Boy (Single, FuturesFuture)

## Erfolge
- Amadeus Austrian Music Award
  - 2016: Nominierung für den FM4-Award
  - 2017: Nominierung für den FM4-Award